# Keshet Media Group
A Keshet Media Group, más néven Keshet cég (héberül: קשת, szó szerint "Szivárvány"), egy magántulajdonban lévő izraeli médiavállalat, amelynek főhadiszállása Tel-Avivban található. Média- és online hírügynöksége, a Mako az egyik legjelentősebb izraeli ügynökség. Nemzetközi leányvállalata a Keshet International. A céget 1993-ban alapították. Egyike Izrael legnagyobb médiacégeinek. A vezérigazgató 2002 óta Avi Nir. Legismertebb műsorai a Hatufim és a Rising Star izraeli változata (HaKokhav HaBa).
1993-ban alakult, ekkor alakult az izraeli Channel 2 csatorna, illetve a Telad és a Reshet nevű szolgáltatók is. Alapítója Alex Gilady, a Keshet jelenlegi elnöke és az NBC International korábbi alelnöke.